# エチオピア文字補助
エチオピア文字補助（エチオピアもじほじょ、英語: Ethiopic Supplement）は、Unicodeの40個目のブロック。

## 解説
東アフリカのエチオピアやエリトリアで用いられるゲエズ文字のうち、エチオピア内陸部の山岳地帯に居住するグラゲ族が話すグラゲ語の一方言であるサバット・ベット・グラゲ語の表記に必要な追加文字や、エチオピアにおけるキリスト教の分派であるエチオピア正教などにおいて聖書の朗唱に用いられる記号類など、エチオピア文字ブロックに収録されていない拡張文字が収録されている。

Unicodeのバージョン4.1において初めて追加された。

## 収録文字
| コード           | 文字 | 文字名（英語）                   | 用例・説明 | ラテン文字転写 |
| ---------------- | ---- | -------------------------------- | --- | -------------- |
| グラゲ語用の音節 |      |                                  | |                |
| U+1380           | ᎀ    | ETHIOPIC SYLLABLE SEBATBEIT MWA  | 音節[mʷæ]を表す。サバット・ベット・グラゲ語の表記に用いられる。 本来文字名は"ETHIOPIC SYLLABLE MWA"であるべきだったが、この文字が追加される以前に既にエチオピア文字ブロックに同名の文字(U+121F ሟ /mʷaː/、本来は ETHIOPIC SYLLABLE MWAAであるべきだった)が誤って収録されていたため、言語名(SEBATBEIT)を付記した名称となっている。 | mwä            |
| U+1381           | ᎁ    | ETHIOPIC SYLLABLE MWI            | 音節[mʷi]を表す。サバット・ベット・グラゲ語の表記に用いられる。 | mwi            |
| U+1382           | ᎂ    | ETHIOPIC SYLLABLE MWEE           | 音節[mʷe]を表す。サバット・ベット・グラゲ語の表記に用いられる。 | mwe            |
| U+1383           | ᎃ    | ETHIOPIC SYLLABLE MWE            | 音節[mʷɨ]を表す。サバット・ベット・グラゲ語の表記に用いられる。 | mwə            |
| U+1384           | ᎄ    | ETHIOPIC SYLLABLE SEBATBEIT BWA  | 音節[bʷæ]を表す。サバット・ベット・グラゲ語の表記に用いられる。 | bwä            |
| U+1385           | ᎅ    | ETHIOPIC SYLLABLE BWI            | 音節[bʷi]を表す。サバット・ベット・グラゲ語の表記に用いられる。 | bwi            |
| U+1386           | ᎆ    | ETHIOPIC SYLLABLE BWEE           | 音節[bʷe]を表す。サバット・ベット・グラゲ語の表記に用いられる。 | bwe            |
| U+1387           | ᎇ    | ETHIOPIC SYLLABLE BWE            | 音節[bʷɨ]を表す。サバット・ベット・グラゲ語の表記に用いられる。 | bwə            |
| U+1388           | ᎈ    | ETHIOPIC SYLLABLE SEBATBEIT FWA  | 音節[fʷæ]を表す。サバット・ベット・グラゲ語の表記に用いられる。 | fwä            |
| U+1389           | ᎉ    | ETHIOPIC SYLLABLE FWI            | 音節[fʷi]を表す。サバット・ベット・グラゲ語の表記に用いられる。 | fwi            |
| U+138A           | ᎊ    | ETHIOPIC SYLLABLE FWEE           | 音節[fʷe]を表す。サバット・ベット・グラゲ語の表記に用いられる。 | fwe            |
| U+138B           | ᎋ    | ETHIOPIC SYLLABLE FWE            | 音節[fʷɨ]を表す。サバット・ベット・グラゲ語の表記に用いられる。 | fwə            |
| U+138C           | ᎌ    | ETHIOPIC SYLLABLE SEBATBEIT PWA  | 音節[pʷæ]を表す。サバット・ベット・グラゲ語の表記に用いられる。 | pwä            |
| U+138D           | ᎍ    | ETHIOPIC SYLLABLE PWI            | 音節[pʷi]を表す。サバット・ベット・グラゲ語の表記に用いられる。 | pwi            |
| U+138E           | ᎎ    | ETHIOPIC SYLLABLE PWEE           | 音節[pʷe]を表す。サバット・ベット・グラゲ語の表記に用いられる。 | pwe            |
| U+138F           | ᎏ    | ETHIOPIC SYLLABLE PWE            | 音節[pʷɨ]を表す。サバット・ベット・グラゲ語の表記に用いられる。 | pwə            |
| 声調記号         |      |                                  | |                |
| U+1390           | ᎐    | ETHIOPIC TONAL MARK YIZET        | ユゼット(ይዘት; yəzät)。エチオピア正教などの聖書において詠唱中に単語の文字を一時停止または強調することを示し、神の全能性を象徴する。 |                |
| U+1391           | ᎑    | ETHIOPIC TONAL MARK DERET        | デレット(ደረት; därät)。エチオピア正教などの聖書においてリズムが止まって音程が上がる文字を示し、神がイエスを死から蘇らせたことを象徴する。 |                |
| U+1392           | ᎒    | ETHIOPIC TONAL MARK RIKRIK       | ルックルック(ርክርክ; rəkrək)。エチオピア正教などの聖書において一つの単語のリズムがどこに留まるかを示し、声帯はリズムの繰り返しを示す。イエスが打たれて十字架にかけられたときに滴り落ちる血を象徴している。 |                |
| U+1393           | ᎓    | ETHIOPIC TONAL MARK SHORT RIKRIK | Rikrik(U+1392 ᎒)のもう一つの形式(アムハラ語:ኀጺር ፡ርክርክ)で、より短い期間を示すために用いられる。 |                |
| U+1394           | ᎔    | ETHIOPIC TONAL MARK DIFAT        | ディファット(ድፋት; difat)。エチオピア正教などの聖書において文字の始めに声の高さが下がることを示す。救世主であるイエス・キリストが地上に降りてこの世に来たことを象徴している。 |                |
| U+1395           | ᎕    | ETHIOPIC TONAL MARK KENAT        | クナット(ቅናት; qənat)。エチオピア正教などの聖書において息を止めて立ち上がるリズムを補助する。イエスの死にどれほど嫉妬が伴うかを象徴している。 |                |
| U+1396           | ᎖    | ETHIOPIC TONAL MARK CHIRET       | チュレット(ጭረት; č̣ərät)。エチオピア正教などの聖書においてリズムが単語の上で上がるか、前後に引っ張られるかを示す。イエス・キリストが鞭打たれた傷跡を象徴している。 |                |
| U+1397           | ᎗    | ETHIOPIC TONAL MARK HIDET        | ヒデット(ሒደት; ḥidät)。エチオピア正教などの聖書において聖歌が 2、3、または 4 語以上であることを示し、リズムがどのように進むかを示す。イエスが至る所で教えを説いていることを象徴している。 |                |
| U+1398           | ᎘    | ETHIOPIC TONAL MARK DERET-HIDET  | デレット・ヒデット(ደረት:ሒደት; därät-ḥidät)。エチオピア正教などの聖書においてDeret(U+1391 ᎑)とHidet(U+1397 ᎗)が一緒に出現し、継続して上昇するピッチを表す。 |                |
| U+1399           | ᎙    | ETHIOPIC TONAL MARK KURT         | クルツ(ቍርፅ; qw'irṣ́)。エチオピア正教などの聖書においてリズムが最後の単語と休止をどのように保持するかを示す。リズムは読むときに文字通りの特徴を持たない。イエスが人々を救うためにこの世に来たことを象徴し、彼の決意を示している。                                                                                                  |                |

## 小分類
このブロックの小分類は「グラゲ語用の音節」（Syllables for Gurage）、「声調記号」（Tonal marks）、の2つとなっている。

### グラゲ語用の音節（Syllables for Gurage）
この小分類にはゲエズ文字のうち、エチオピア内陸部の山岳地帯に居住するグラゲ族が話すグラゲ語の一方言であるサバット・ベット・グラゲ語の表記に必要な追加文字が収録されている。

### 声調記号（Tonal marks）
この小分類にはエチオピアにおけるキリスト教の分派であるエチオピア正教などにおいて聖書の朗唱に用いられる記号が収録されている。複数行のスコア付きレイアウトで使用することが想定されており、通常のゲエズ文字の上にルビのような形で付記して用いる。

## 文字コード
| エチオピア文字補助(Ethiopic Supplement)[1] Official Unicode Consortium code chart (PDF) |   |   |   |   |   |   |   |   |   |   |   |   |   |   |   |   |
|                                                                                         | 0 | 1 | 2 | 3 | 4 | 5 | 6 | 7 | 8 | 9 | A | B | C | D | E | F |
| U+138x                                                                                  | ᎀ | ᎁ | ᎂ | ᎃ | ᎄ | ᎅ | ᎆ | ᎇ | ᎈ | ᎉ | ᎊ | ᎋ | ᎌ | ᎍ | ᎎ | ᎏ |
| U+139x                                                                                  | ᎐ | ᎑ | ᎒ | ᎓ | ᎔ | ᎕ | ᎖ | ᎗ | ᎘ | ᎙ |   |   |   |   |   |   |
| 注釈 1.^バージョン15.1時点                                                              |   |   |   |   |   |   |   |   |   |   |   |   |   |   |   |   |

## 履歴
以下の表に挙げられているUnicode関連のドキュメントには、このブロックの特定の文字を定義する目的とプロセスが記録されている。
| バージョン | コードポイント | 文字数 | L2 ID     | ドキュメント |
| ---------- | -------------- | ------ | --------- | --- |
| 4.1        | U+1380..1399   | 26     | L2/04-143 | Ethiopia N B (27 April 2004), Revision of the N1846 Proposal to add Extended Ethiopic [WG2-N2747] (英語)        |
| 4.1        | U+1380..1399   | 26     | L2/04-265 | Michael Everson; Daniel Yacob (18 June 2004), Revisions proposed to N2747 (Extended Ethiopic; WG2-N2814) (英語) |
| 1.         |                |        |           | |